# Hyparpax venus
Hyparpax venus är en fjärilsart som beskrevs av Berthold Neumoegen 1892. Hyparpax venus ingår i släktet Hyparpax och familjen tandspinnare. Inga underarter finns listade i Catalogue of Life.